# Paul-André Lobstein
 (novembre 2024).
Pour les articles homonymes, voir Lobstein.
Paul-André Lobstein (2 janvier 1923 à Strasbourg - 15 novembre 2012 à Strasbourg) est un médecin ophtalmologiste, résistant et prisonnier dans les camps de Compiègne, Buchenwald, Mittelbau-Dora, Ravensbrück et Malchow.

## Biographie
Paul-André Lobstein commence ses études en 1941 à l'université de Strasbourg à Strasbourg puis à Clermont-Ferrand où elle repliée pendant l'occupation. En février 1943, il s'engage dans l'Armée secrète de la région de Clermont-Ferrand sous les ordres de son camarade d'études Paul Robert Gandar,.

## Seconde Guerre mondiale et Résistance

### Arrestation
L'après-midi du 24 juin 1943, deux agents de la SD-SiPo ont été abattus au domicile du professeur au lycée Blaise-Pascal, Jean-Michel Flandin, rue Haute-Saint-André, Clermont-Ferrand. Flandin, chef régional des Mouvements unis de la Résistance (MUR), n'était pas présent. Le lendemain, à 1h30, des agents de la SD-SiPo ont encerclé la résidence Gallia, Foyer de l'Université de Strasbourg. Ils ont arrêté 39 étudiants alsaciens et lorrains, dont l'étudiant en médecine Lobstein, et Paul Robert Gandar. Il a été emmené avec ses compagnons à la caserne du 92e régiment d'infanterie, où ils ont été divisés en deux groupes l'après-midi, les aryens et les juifs. Le lendemain (26 juin), ils ont été transportés à la prison de La Mal-Coiffée à Moulins. 18 juillet les Juifs sont transférés au camp de Drancy, les « Aryens » au camp de Compiègne.

### Compiègne et Buchenwald

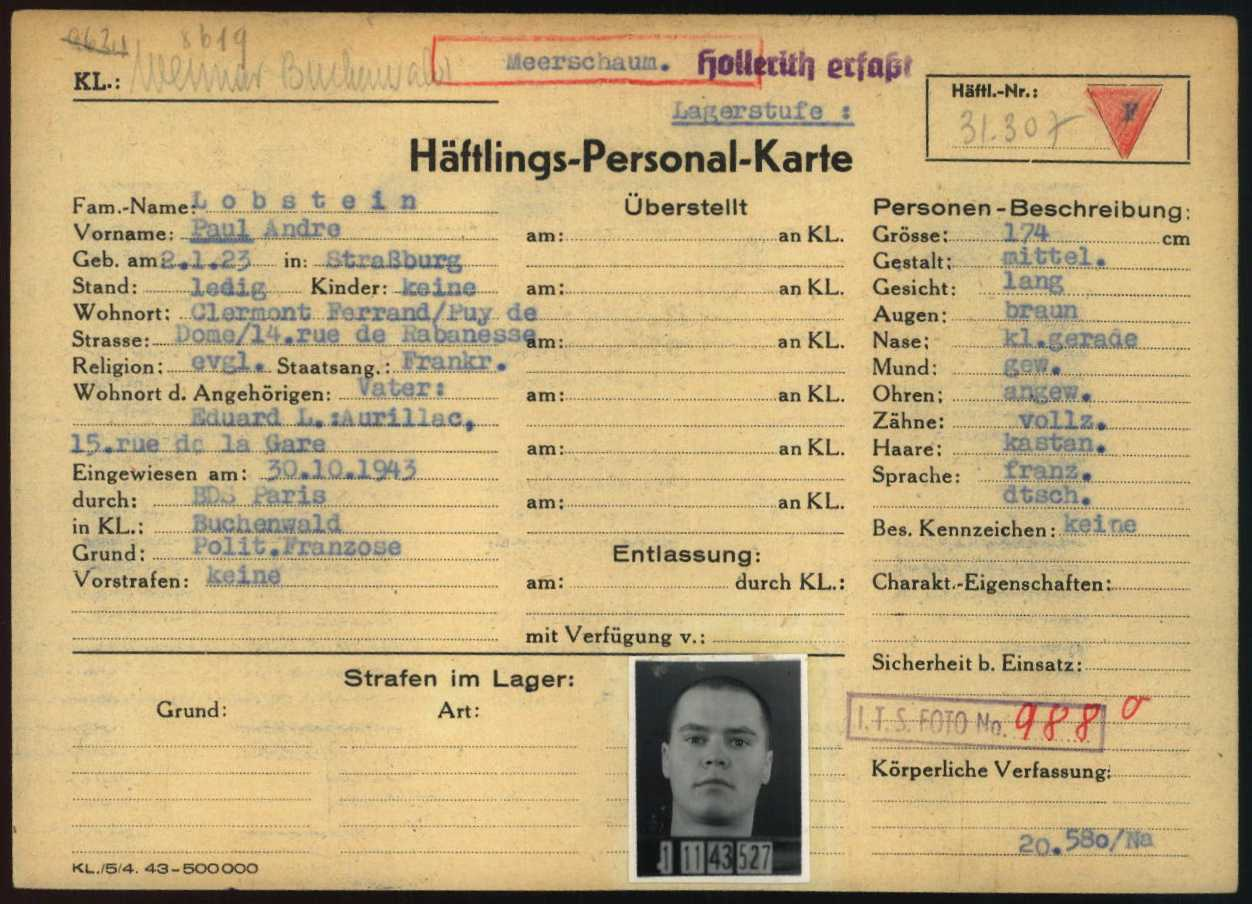
Carte personelle de Paul-André Lobstein, produit en octobre 1943 à l'arrivée de Lobstein au camp de concentration de Buchenwald. Original en possession des Arolsen Archives, International Center on Nazi Persecution

Andre Sellier relève que Lobstein, ainsi que huit autres étudiants alsaciens, n'ont pas été transférés au camp du Struthof, comme c'est habituellement le cas pour les Alsaciens, mais "comme Français...par Compiègne". Au camp de Compiègne « à part quelques corvées, on ne travaille pas. Les coups sont plus rares qu'en prison. Les livres de la Croix-Rouge
et les paquets sont autorisés », comme l'a décrit son camarade Paul Hagenmuller. La nutrition serait suffisante. « Mais, je tiens à le souligner, c'est en pleine force physique et intellectuelle que les premiers étudiants de l'Université vont partir pour Buchenwald et ses kommandos. Cela n'en rend que plus significative la proportion tragique des morts survenues dans la suite ».
Lobstein était l'un des 933 hommes déportés au camp de concentration de Buchenwald par le convoi du 28 octobre. Il est arrivé au KZ Buchenwald le 30 octobre 1943 et  attribué au Block 26 et reçoit le numéro d'enregistrement 31307.

### Camp de Dora
Le 28 septembre 1944, Lobstein est transféré au camp de concentration de Dora. À son arrivée au camp de Dora, Lobstein était accompagné d'un message du Kapo adjoint de l'infirmerie du KZ Buchenwald, Otto Kipp. Kipp, militant communiste et combattant en 'Espagne, était détenu à Buchenwald depuis 1938. C'est pourquoi été Lobstein est immédiatement affecté à l'infirmerie (Revier) en Block 39A en tant qu'infirmier. Il y est devenu un témoin important sur les conditions de traitement des détenus atteints de tuberculose en Dora,. « Situé à l'écart des autres baraques, en dehors du rythme ordinaire de la vie du camp, le Revier de Dora offrait aux malades et aux médecins un asile provisoire contre l'impitoyable brutalité de l'univers concentrationnaire »,. Dans le cadre de ses activités, il a été témoin de la mort de la TBC de Claude Thomas,,, professeur à la Faculté de Droit de Strasbourg, et  l'étudiant dès Sciences belge Marcel Lejeune,. Lobstein a également pu témoigner que le strasbourgeois Alphonse Emile Heckly avait été victime d'une sélection meurtrière,,. Dans ce Block pour tuberculeux, l'étudiant Lobstein et l'étudiant belge Georges Van Der Meer ont ponctionné avec succès, entre autres, René Bordet,.

### Camp de Ravensbrück, Camp satellite de Malchow et Marche de la mort
Lobstein a participé au dernier transport ferroviaire de Dora, qui a quitté le camp le 4 avril 1945 avec 4000 prisonniers à destination du Camp de concentration d'Oranienbourg-Sachsenhausen,. Le voyage s'est terminé à Osterode, à 40 kilomètres de là. 416 prisonniers trop faibles pour continuer à marcher, les SS les enfermèrent dans un wagon qui a été abandonné sur place. Après une marche de 40 kilomètres, ils furent chargés dans un train à Oker (près de Goslar) et dirigés vers Sachsenhausen, au nord de Berlin. Comme la direction du camp refusait d'accueillir les détenus, les SS les emmenèrent au «Jugendschutzlager» du camp de concentration de Ravensbrück, où le transport est arrivé après dix jours d'un voyage meurtrier. Les détenus devaient creuser des tranchées antichars dans les forêts environnantes afin d'empêcher l'avancée de l'armée soviétique.
Le 26 avril 1945, les SS ont également fait évacuer ce camp. Ils ont forcé les détenus à se rendre au Camp satellite de Malchow (Mecklembourg). De là, une Marche de la mort en direction de Schwerin a été lancée. À partir de Malchow, les colonnes de détenus, qui se dispersaient de plus en plus et se divisaient en petits groupes, n'avaient apparemment plus de destination fixe. Les membres du Volkssturm et les SS qui surveillaient les détenus ont pris la fuite et se sont cachés sous des vêtements civils. Le 8 mai 1945, les survivants qui avaient quitté le camp de concentration de Mittelbau Dora près d'un mois ont été libérés par l'Armée rouge dans la région de Parchim. Le 16 mai 1945, il s'est présenté au centre de rapatriement de Lille.

### Après la guerre
Après la guerre, il a épousé Yvonne Lobstein (* 1926, née Henry) le 8 juillet 1950, qui étudiait dans la même université et qui avait été libérée après avoir été arrêtée lors de la rafle de novembre 1943. Tous deux ont exercé la profession d'ophtalmologue à Strasbourg. En 1953, il est liquidateur du groupe « Jean Cavaillès », l'« Association des déportés politiques et déportés résistants de l'Université de Strasbourg ». Il a reçu une pension d'invalidité de 100 % et 50 % supplémentaires pour les maladies consécutives à la déportation.

## Distinctions
Il est reconnu « Déporté résistant ».
- Chevalier de la Légion d'honneur ;
- Médaille de la déportation pour faits de Résistance